# Бареталь
Бареталь (нем. Bahretal) — община в Германии, в земле Саксония. Подчиняется земельной дирекции Дрезден. Входит в состав района Саксонская Швейцария. Подчиняется управлению Бад Готтлойба-Берггисхюбель. Население составляет 2213 человек (на 31 декабря 2010 года). Занимает площадь 36,47 км².
Община подразделяется на 8 сельских округов.

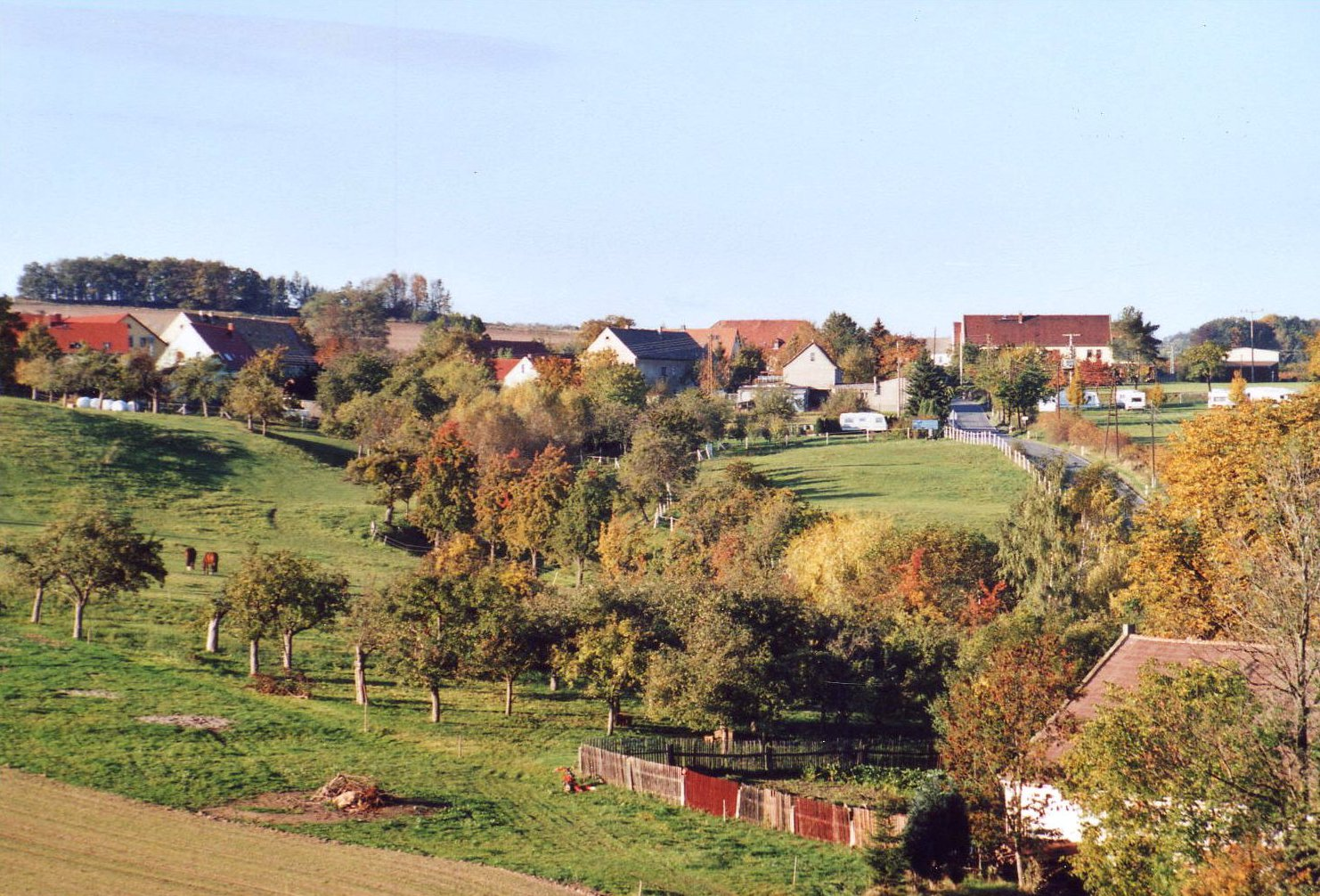
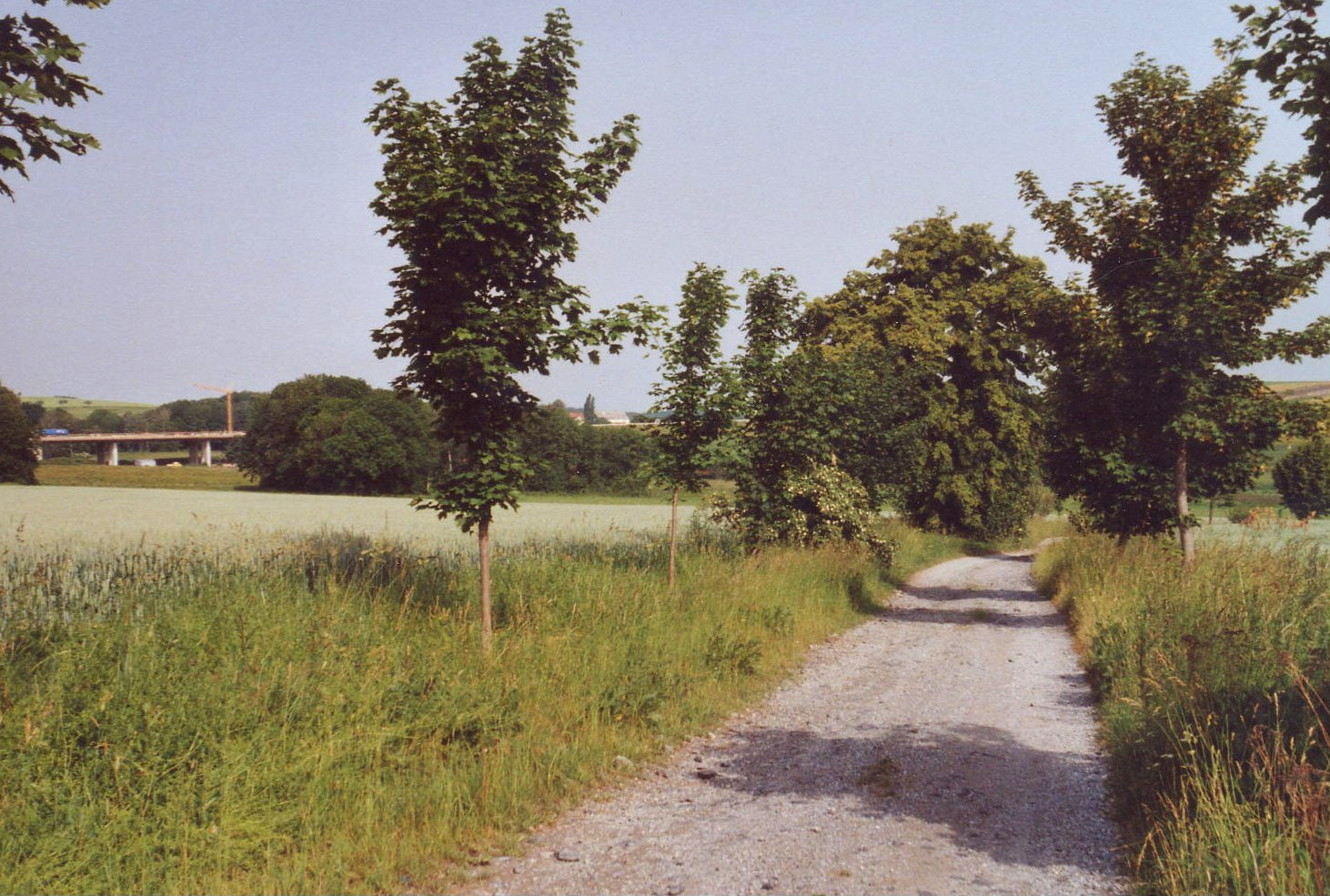
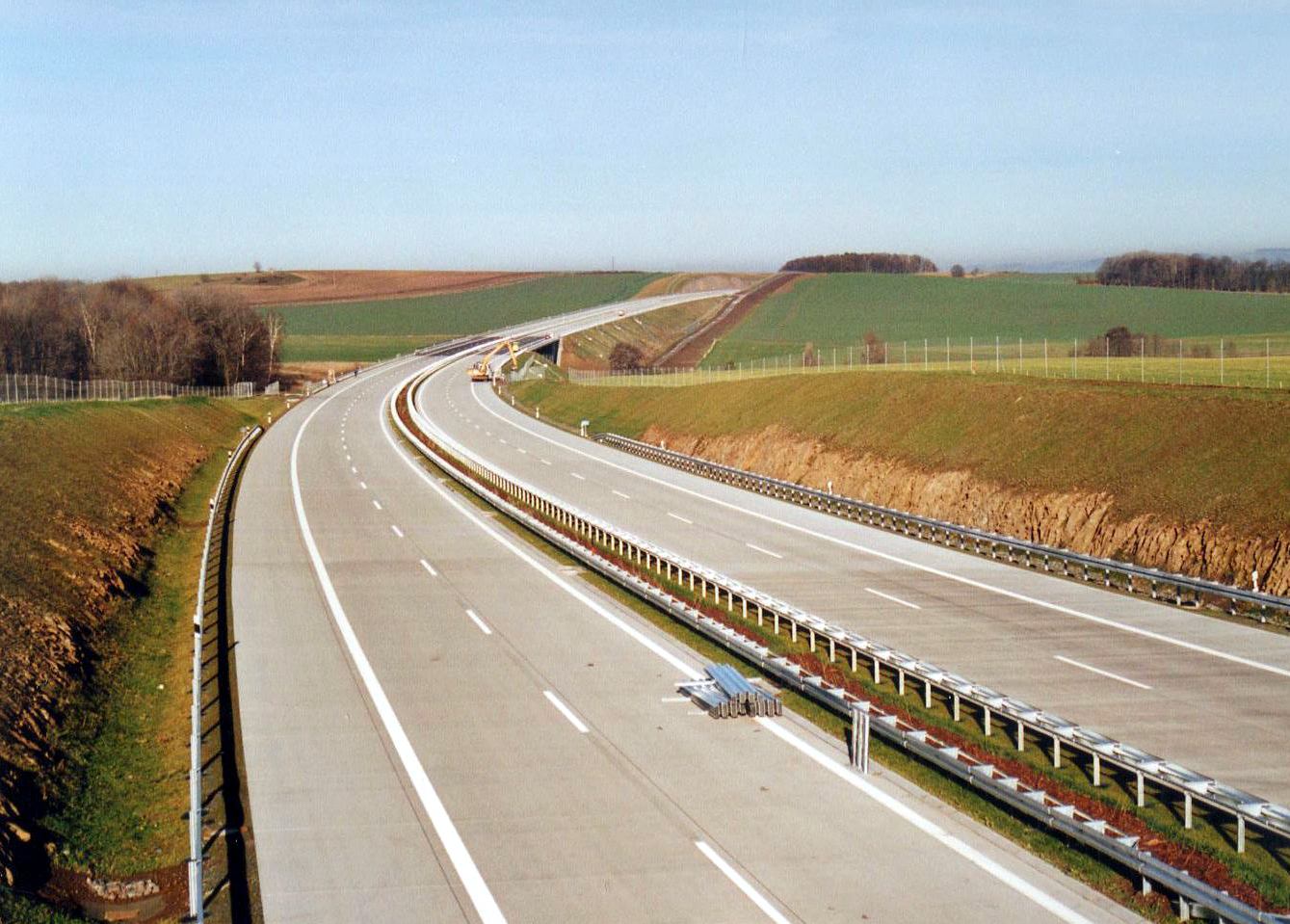

## Население
| Год  | Численность | Численность |
| ---- | ----------- | ----------- |
| 2017 | 2204        | [ 1 ]       |
| 2019 | 2169        | [ 3 ]       |
| 2021 | 2120        | [ 4 ]       |
| 2022 | 2149        | [ 5 ]       |
| 2023 | 2130        | [ 2 ]       |